# Пеннгроув (Каліфорнія)
Пеннгроув (англ. Penngrove) — переписна місцевість (CDP) в США, в окрузі Сонома штату Каліфорнія. Населення — 2637 осіб (2020).

## Географія
Пеннгроув розташований за координатами 38°18′2″ пн. ш. 122°40′14″ зх. д. / 38.30056° пн. ш. 122.67056° зх. д. (38.300598, -122.670566).  За даними Бюро перепису населення США в 2010 році переписна місцевість мала площу 10,42 км², уся площа — суходіл.

## Демографія
Згідно з переписом 2010 року, у переписній місцевості мешкали 2522 особи в 1040 домогосподарствах у складі 665 родин. Густота населення становила 242 особи/км².  Було 1120 помешкань (107/км²).
Расовий склад населення:
| - 87,7 % — білих - 2,1 % — азіатів - 1,0 % — корінних американців - 0,8 % — чорних або афроамериканців - 0,1 % — вихідців з тихоокеанських островів - 4,4 % — осіб інших рас |

До двох чи більше рас належало 3,9 %. Частка іспаномовних становила 11,6 % від усіх жителів.
За віковим діапазоном населення розподілялося таким чином: 17,5 % — особи молодші 18 років, 68,1 % — особи у віці 18—64 років, 14,4 % — особи у віці 65 років та старші. Медіана віку мешканця становила 44,8 року. На 100 осіб жіночої статі у переписній місцевості припадало 98,4 чоловіків;  на 100 жінок у віці від 18 років та старших — 99,0 чоловіків також старших 18 років.
Середній дохід на одне домашнє господарство  становив 118 470 доларів США (медіана — 74 245), а середній дохід на одну сім'ю — 99 901 долар (медіана — 93 750). За межею бідності перебувало 9,4 % осіб, у тому числі 14,2 % дітей у віці до 18 років та 0,0 % осіб у віці 65 років та старших.
Цивільне працевлаштоване населення становило 1411 осіб. Основні галузі зайнятості: освіта, охорона здоров'я та соціальна допомога — 27,3 %, фінанси, страхування та нерухомість — 13,9 %, науковці, спеціалісти, менеджери — 11,9 %, мистецтво, розваги та відпочинок — 11,0 %.